# Тематическая карта

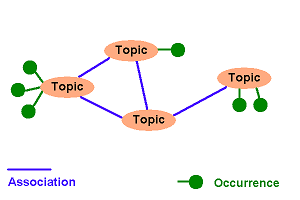
Основные понятия тематической карты

Тематическая карта — форма представления знаний с ориентацией на улучшение поиска информации. Стандартизирована в ИСО 13250:2003 (ISO/IEC 13250:2003).
Наглядно может быть представлена в виде ориентированного графа, состоящего из вершин типа «тема» (topic), соединённых рёбрами типа «ассоциация» (association). Также имеется множество «информационных ресурсов» (occurrence). Некоторые «темы» ссылаются на нужные им «информационные ресурсы».
Таким образом, «информационные ресурсы» отделяются от графа «тем» и «ассоциаций», который представляет собой только каталог информации.

## Формат представления
Для тематических карт разработан основанный на XML синтаксис «XML Topic Maps» (XTM).